# Saint-Arnoult (Loir y Cher)
Saint-Arnoult es una comuna y población de Francia, en la región de Centro, departamento de Loir y Cher, en el distrito de Vendôme y cantón de Montoire-sur-le-Loir.
Su población en el censo de 1999 era de 305 habitantes.
Está integrada en la Communauté de communes du Pays de Ronsard.

## Demografía
| 417 | 401 | 346 | 330 | 303 | 305 |
| Para los censos de 1962 a 1999 la población legal corresponde a la población sin duplicidades (Fuente: INSEE [Consultar]) |     |     |     |     |     |